# Prionocyphon ornatus
Prionocyphon ornatus là một loài bọ cánh cứng trong họ Scirtidae. Loài này được Abeille De Perrin, E miêu tả khoa học năm 1881.